# Московское произношение
Моско́вское произноше́ние (московский говор, московский акцент) — способ произношения, свойственный жителям Москвы; одна из двух произносительных норм русского литературного языка наряду с петербургской. Образцовое «старомосковское произношение» выработалось в конце XIX — начале XX века и присутствует лишь у небольшого числа в основном пожилых людей; также поддерживается театральной традицией — в Московском художественном и Малом театрах. В середине XX века сформировалась новая общенациональная произносительная норма, включившая в себя как некоторые специфические черты московского, так и часть черт старого петербургского произношения.

## Особенности

### Вокализм
Для московского произношения характерно недиссимилятивное аканье — реализация фонемы /а/ в первом предударном слоге в звуке среднего ряда /ɐ/: М[ʌ]ско́вское пр[ъ]изн[ʌ]ше́ние х[ъ]р[ʌ]шо́ для М[ʌ]сквы́. Аканье отражено, в частности, в известной дразнилке «С Масквы, с пасада, с ава́шнова ряда», включённой В. И. Далем в «Толковый словарь живого великорусского языка». Особенности московского произношения даже изменили написание слов — слова «расти», «растение», «возраст» стали писаться через «а». По мнению Л. В. Успенского, когда центр русской языковой культуры оказался в Москве, московское «акающее» произношение стало общепринятым. И все слова, произведённые от «рост», в которых ударение падало не на слог «ро», стали произноситься, а потом и писаться «на московский манер».
Присутствовавшее изначально э́канье отошло на задний план на рубеже XIX—XX веков и было заменено характерным для московского просторечия того времени и́каньем. Теперь стандартом московского и общероссийского литературного произношения является иканье (в безударных слогах после мягких согласных гласные «и» и «е» не различаются, произносясь как /ɪ/), например: в[иэ]сна «весна», брянские л[иэ]са «брянские леса».

### Консонантизм
Для московского произношения характерно наличие согласной /г/ взрывного образования. Звукосочетание «сч» произносится как /ɕ:/ (/ш̅’/), например, ра[ш̅’]ёска или [ш̅’]ёт «счёт», а сочетания букв «чн», «чт» часто (но далеко не во всех случаях) произносились как звуки /ʂn/ (/шн/) и /ʂt/ (/шт/): [шт]о «что», [шт]обы «чтобы», коне[шн]о, яи[шн]ица, наро[шн]о, ску[шн]о, пустя[шн]ый, скворе[шн]ик, деви[шн]ик и т. д.

### Просодия
В повествовательном предложении тон понижается к концу. В вопросительном — интонация идёт вверх.

## История
Московское произношение возникло не сразу, а складывалось веками: первоначальной его основой было произношение восточно-славянского племени кривичей (близкое к произношению славян новгородских), то есть имело севернорусский характер. Москвичи до XVI века не только сохраняли северный строй консонантизма, но и окали. Окал Иван Грозный и его окружение, и старое боярство (Хованские, Мстиславские, Одоевские). В течение двух столетий (со второй четверти XIV в. и кончая первой четвертью XVI в.) Москва объединила все северновеликорусские княжества и восточную половину южновеликорусских. Народные говоры объединённых местностей начинают функционировать как диалекты формирующегося общего великорусского языка. В Москву стягивались представители как северновеликорусского окающего наречия, так и южновеликорусского акающего, которое постепенно укрепилось и к XVII в. стало господствующим. М. В. Ломоносов, сам помор-северянин, писал в «Российской грамматике» (1755): 

Московское наречие не токмо для важности столичного города, но и для своей отменной красоты прочим справедливо предпочитается, а особливо выговор буквы о без ударения, как а, много приятнее…
Московский деловой язык XV—XVI веков, обогащаясь за счёт элементов говора Москвы и диалектов, начинает употребляться всё шире. Уже в XVI—XVII веках в связи с положением Москвы как столицы русского государства нормы московского говора начинают оказывать некоторое воздействие на говоры других городов, то есть теряют свою территориальную ограниченность; таким образом, московский диалект в XVII веке перестаёт быть только территориальным диалектом. А. Н. Гвоздев подчёркивает, что произношение Москвы могло приобрести обобщённый характер и стать «типичным выражением общенародного языка» именно потому, что это произношение характеризовалось совмещением произношения двух основных наречий русского языка — северного и южного — и было лишено узко местных черт.
В XVIII веке существовало две-три нормы произношения: одна — при чтении книг, стихов и т. д. (высокий слог, или «красноречие»), другая — простая, состоящая из элементов народной разговорной и отчасти деловой речи; также, был и промежуточный вариант. О неоднородности произношения того времени писал Ломоносов:

Сие произношение больше употребительно в обыкновенных разговорах, а в чтении книг и в предложении речей изустных к точному выговору букв склоняется.
Проникновение в русский язык иноязычных элементов (особенно начиная с XVIII века) сделало произношение неоднородным. Однако в XIX веке произносительные нормы литературного языка уже полностью определяются живой московской речью. Эти нормы характеризуются аканьем, произношением е после мягких согласных перед твёрдыми на месте ѣ под ударением, произношением г взрывного и рядом других черт. К концу XIX века московском произношении стали образцовыми некоторые черты, время существования которых названо «старомосковским произношением».

## Старомосковское произношение
На рубеже XIX—XX веков московский говор оформился в особую фонетическую систему, называемую теперь учёными старым московским наречием или старомосковским говором. Эта система произношения функционировала в среде московской интеллигенции продолжительное время (однако не исключена вероятность того, что так же говорили и в купеческой, духовной, разночинной среде и пр.). Произносительным эталоном её являлась театральная орфоэпия, базировавшаяся на традициях Московского Малого театра. На данный момент старомосковское произношение почти вышло из употребления, но его ещё употребляют люди старшего возраста.

### Особенности
Для старомосковского произношения начала XX века была характерна так называемая ассимилятивная или позиционная мягкость согласных.
Можно выделить наиболее яркие черты старомосковской речи:
1. широко распространено ассимилятивное смягчение согласных: мягкое произношение первого согласного C₁ перед вторым мягким C₂ʲ (в сочетаниях согласных звуков C₁C₂ʲ) имеет место не только, если оба звука переднеязычные (например, [с’т’]епь, [з’д’]есь, и[з’н’]еможение, пе[н’с’]ия, о зо[н’т’]е), но и в остальных случаях: [д’в’]ерь, е[с’л’]и, [з’]верь, ко[р’]ни, [с’]вет, [с’]мирный и т. п. В настоящее время мягким произносят первый согласный: в сочетаниях двух переднеязычных в 87 % случаев, в сочетаниях других согласных — лишь в 4,5 %[9]. Однако старомосковская «мягкая» норма по-прежнему остаётся допустимой и сохраняется в театральной речи и в речи старшего поколения[10]. Например, в поездах Московского метрополитена нередко можно услышать: Осторожно, [д’]вери закрываются, [с’]ледующая станция — «Планерная». Подобное относится и к звуку [р]: он произносится мягко в таких случаях, как Пе[р’м’], ве[р’ф’], ве[р’с’]ия, се[р’д’]ится.
2. согласно старой норме сочетания -чн-, -чт- часто (но далеко не во всех случаях) произносились как звуки /ʂn/ (/шн/) и /ʂt/ (/шт/): було[шн]ая, моло[шн]ый, сливо[шн]ый, огуре[шн]ый, ябло[шн]ый, таба[шн]ый, солне[шн]ый и т. п. В тех же случаях, когда сохранение /ч/ в сочетании -чн- поддерживается родственными образованиями со звуком [ч], написанию -чн- и по старым московским нормам соответствовало в произношении [ч’н]: да[ч’н]ый при дача, све[ч’н]ой при свеча, ре[ч’н]ой при речка и т. д. Также, как [ч’н] сочетание -чн- всегда произносилось в словах книжного происхождения: беспе[ч’н]ый, поро[ч’н]ый, ал[ч’н]ый, цини[ч’н]ый, мра[ч’н]ый, ве[ч’н]ый и т. д. Также, [шн] на месте -чн- не произносится в словах, которые в предыдущем слоге имеют согласный [ш]: пуше[ч’н]ый, игруше[ч’н]ый, кроше[ч’н]ый, подмыше[ч’н]ый; в прошлом же произношение [шн] в этих и подобных словах было возможно. В современной московской речи такое произношение сохранилось в определённом круге слов: [шт]о (что), [шт]обы (чтобы), коне[шн]о, яи[шн]ица, наро[шн]о, ску[шн]о, пустя[шн]ый, скворе[шн]ик, деви[шн]ик и так далее, а также в женских отчествах на -чна: Савви[шн]а, Ильини[шн]а и других. Хотя в произношении орфографического -чн- в современном русском языке существуют значительные колебания, доминирующим становится вариант с [чн]. Подобное произношение некоторых слов для части русскоязычного населения может обладать просторечной окраской.
3. буквосочетания «зж», «жд», «жж» по старой московской норме произносились с долгим мягким звуком /ʑ:/ (/ж̅’/): до[ж̅’]и «дожди», дро[ж̅’]и «дрожжи», по[ж̅’]е «позже», е[ж̅’]у «езжу», ви[ж̅’]ять «визжать», дребе[ж̅’]ять «дребезжать», бре[ж̅’]ить «брезжить» и т. д. (полный список слов) Это правило не относится к сочетаниям на стыке морфем («изжить», «сжечь» и т. д.). Также обязателен и глухой вариант подобного явления: звонкие согласные на конце оглушаются — «дождь» звучит как до[ш̅’].
4. вместо буквы а в первом предударном слоге после твёрдых фрикативных /ш/, /ж/[11] и аффрикаты /ц/ [источник не указан 4400 дней] по старым московским нормам произносился звук /ɨ/, то есть говорили: [Шы]ляпин «Шаляпин», [шы]мпанское «шампанское», [шы]ги «шаги», [жы]ра «жара», [жы]ндарм «жандарм», [цы]ризм «царизм». Следы этого сохранились в современном произношении, например, в некоторых формах числительных: двад[цы]ти́, в слове [жыс]ми́н, р[жы]но́й, в производных словах от глагола «жалеть» и производных от него: ж[ы]ле́ть, к сож[ы]ле́нию, пож[ы]ле́й, а также в формах слова «лошадь»: лош[ы]де́й, лош[ы]дя́м, на лош[ы]дя́х.
5. в некоторых словах после ударного [э] и перед губными и заднеязычными согласными звуками произносился мягкий /rʲ/ (/р’/): пе[р’]вый, се[р’]п, сте[р’]ва; ве[р’]х, четве[р’]г, це[р’]ковь. Эта особенность до сих пор встречается в речи старшего поколения, особенно часто — в форме це[р’]ковь.
6. Дмитрий Ушаков писал, что окончание прилагательных -гий, -кий, -хий, например, «долгий, широкий, тихий», по-старомосковски произносятся так, как если бы было написано -гой, -кой, -хой, то есть как /-əj/. То же самое относится к глаголам, оканчивающимся на -кивать, -гивать, -хивать (выта́с[къвъ]ть, распа́[хъвъ]ть, натя́[гъвъ]ть). Свидетельства подобного произношения есть не только в научных трудах и многих стихотворных текстах, в частности, у Александра Пушкина: «Князь тихо на череп коня наступил // И молвил: Спи, друг одинокий! // Твой старый хозяин тебя пережил // На тризне, уже недалёкой…», но и даже в старых советских фильмах[12].
7. возвратный постфикс -сь, -ся согласно нормам старомосковского говора, произносился вопреки орфографии твёрдо (это и позволило, например, Марине Цветаевой рифмовать слова «вкус» и «боюсь»: «Смывает лучшие румяна // Любовь. Попробуйте на вкус, // Как слёзы солоны. Боюсь, // Я завтра утром — мёртвой встану…»). В советских фильмах также есть примеры применения. Так, в фильме «Бриллиантовая рука» главный герой говорит: «Я не трус, но я боюсь». В наши дни эта черта редко, но встречается в речи старшего поколения.
8. старомосковская орфоэпическая норма предполагала, что безударные окончания глаголов -ат и -ят должны вместо /-ɘt/ произноситься как /-ʊt/, например, формы глаголов «дышат», «душат», «гонят», «любят», «пилят» звучат как дыш[ут], душ[ут], гон[ют], люб[ют], пил[ют] и т. д. Такие окончания глаголов 2-го спряжения в 3-м лице множественного числа, спрягающиеся по типу 1-го спряжения, во многом сохранились и сегодня, в том числе и в речи молодого поколения современных москвичей.
9. вместо фонемы /г/ в словах религиозного содержания считалось единственно правильным произношение фрикативного звука /ɣ/: ['boγə] «Бога», Бо[ɣ]у «Богу», о Бо[ɣ]е «о Боге», [γɐ'spotʲ] «Господь», [ɣ]осподи «Господи», бла[ɣ]о «благо», бла[ɣ]одать «благодать».
10. было характерно ёканье — произношение /ɛ/, /e/ в предударном слоге на месте е и я, а после ч и щ — на месте а: [в’иэ]сна́, [р’иэ]ка́, [пр’иэ]ду́ «пряду», [ч’иэ]сы «часы»
11. произношение (в ряде случаев) сочетания це (в современной орфографии; ранее цо, цѣ) в первом предударном слоге как ц[ʌ]: «танцевать» как танц[ʌ]вать, «поцелуй» как поц[ʌ]луй.

### Рефлексы старшей нормы в московской речи

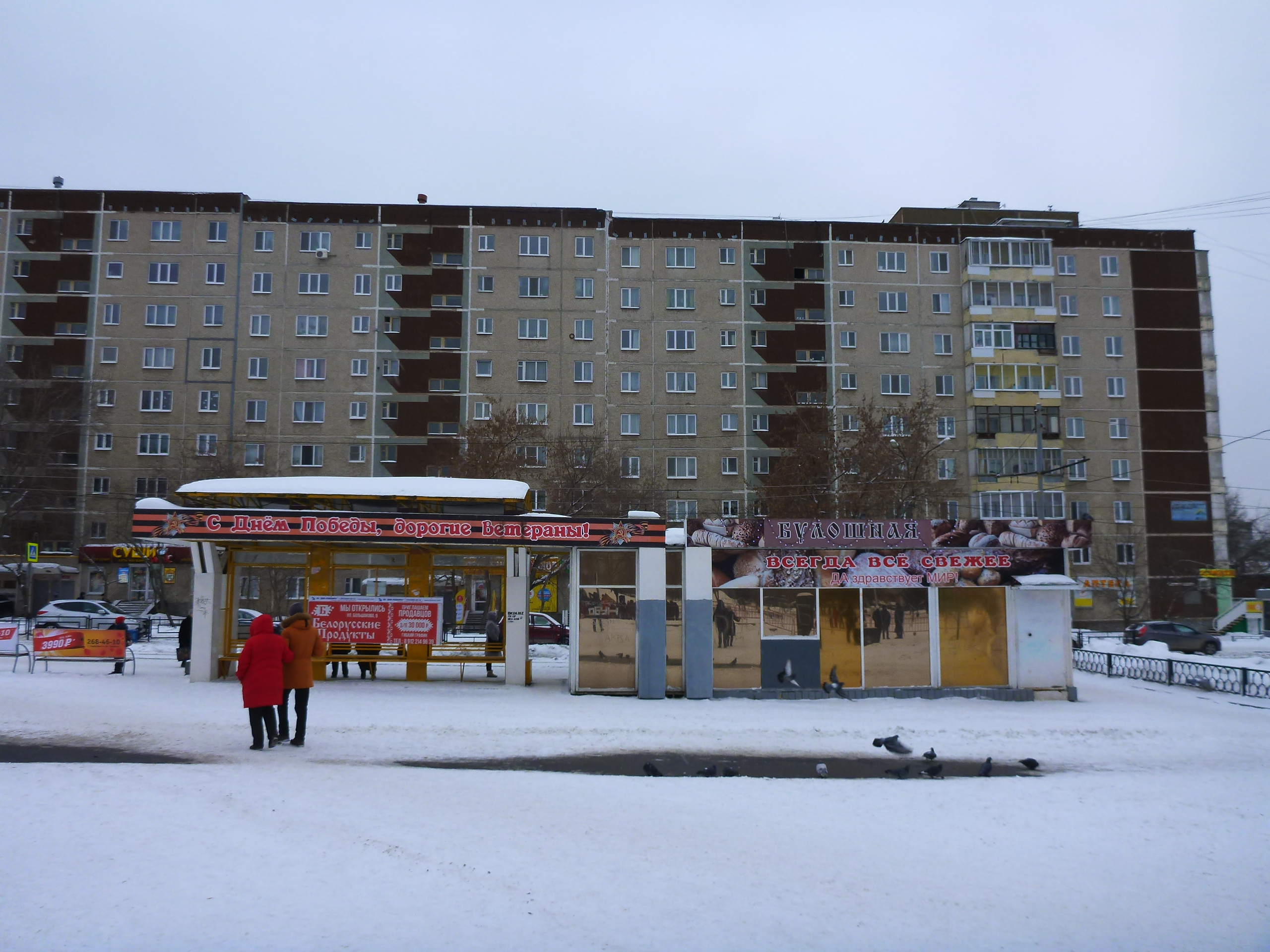
Надпись «по-московски» «Булошная» на торговой точке в Екатеринбурге, 2020 год

- произношение безударных флексий глаголов II спряжения в 3-м лице множественного числа как -ут и -ют.
- последовательное произнесение [чн] как [шн] в некоторых словах: подсве[шн]ик.
- в некоторых случаях старомосковский вариант консервируется в составе фразеологических оборотов: друг серде[шн]ый, со свиным рылом в кала[шн]ый ряд, шапо[шн]ое знакомство.